# Ziegelstadl (Dießen am Ammersee)
Ziegelstadl ist ein Ortsteil des Marktes Dießen am Ammersee im oberbayerischen Landkreis Landsberg am Lech.

## Geografie
Der Weiler Ziegelstadt liegt circa einen Kilometer südlich von St. Georgen am Osthang des Schatzbergs. 

## Geschichte
Der Ortsname stammt von den Lehmgruben, in denen Ziegel gebrannt wurden. Das heutige Ziegelstadl befindet sich dabei an dem Ort der Letzten der ehemals zahlreichen Lehmgruben um Dießen. Diese wurde erst in den 1910er Jahren abgebrochen.

## Sehenswürdigkeiten
Unweit des Weilers befindet sich die 1830 erbaute Kapelle St. Martin.
Siehe auch: Liste der Baudenkmäler in Ziegelstadl

## Carl Orff
Der Komponist Carl Orff (1895–1982) lebte von 1955 bis zu seinem Tod 1982 in Ziegelstadl. Sein Wohnhaus und sein Arbeitshaus, in dem sich sein Arbeitszimmer befindet, sind dort im Originalzustand erhalten geblieben.
Ab 2021 soll auf dem Gelände ein Carl-Orff-Museum nach den Plänen von Meck Architekten entstehen.